# Consiglio nazionale di transizione
Il Consiglio nazionale di transizione (in arabo المجلس الوطني الانتقالي‎?, al-majlis al-waṭanī al-intiqālī, berbero: Amqim n wamur n Libya), o anche Consiglio nazionale ad interim di transizione (inglese: Interim Transitional National Council), è stata un'autorità politica nata in seguito alle sommosse popolari in Libia del 2011 contro il regime di Gheddafi come guida della Coalizione della Rivoluzione del 17 febbraio. Composto da 31 membri, ne facevano parte varie forze anti-Gheddafi e alcuni ex membri del Comitato generale popolare di Libia e dell'Esercito libico passati dalla parte delle forze di opposizione.
Il Consiglio Nazionale controllava e gestiva le regioni occupate dai rivoluzionari libici. Si è riunito la prima volta a Beida il 24 febbraio 2011 e a partire dal 27 febbraio ha avuto sede a Bengasi. Il 25 agosto è stato annunciato il trasferimento e l'inizio dei lavori nella capitale Tripoli. Autoproclamatosi il 5 marzo 2011 “unico legittimo rappresentante della Repubblica libica”, il ruolo di suo Segretario generale è rivestito da Muṣṭafā ʿAbd al-Jalīl. Lo stesso Muṣṭafā ʿAbd al-Jalīl, è al contempo membro del Comitato di crisi inizialmente composto assieme a ʿOmar al-Ḥarīrī (responsabile delle questioni militari) e ʿAlī ʿAbd al-ʿAzīz al-ʿIsāwī (responsabile dei rapporti internazionali).
Compiti principali del Consiglio erano quelli di proseguire le azioni della Rivoluzione fino alla liberazione dell'intera Libia e in seguito organizzare libere elezioni e redigere una nuova costituzione.
Il Consiglio era affiancato da un Consiglio militare, con sede a Bengasi, composto da 15 alti ufficiali delle forze armate passate con la Rivoluzione, e ha istituito un “Governo” di crisi per la gestione politica ed economica della Cirenaica controllata dalla Rivoluzione.

## Bandiera
La bandiera adottata ufficialmente dal Consiglio nazionale di transizione come "emblema della Repubblica Libica" è quella usata dal Regno di Libia tra il 1951 e il 1969. È composta da tre bande orizzontali, rossa nera e verde (la banda centrale è grande il doppio delle altre due), che simboleggiano le regioni storiche Tripolitania, Cirenaica e Fezzan. Nella banda centrale sono raffigurate una mezzaluna e una stella bianche.
I ribelli hanno issato questa bandiera sui luoghi occupati fin dalle prime fasi delle sommosse del febbraio 2011.

## Finalità e obiettivi del Consiglio nazionale
La "Dichiarazione di fondazione del Consiglio nazionale di transizione", esplicita gli obiettivi principali del Consiglio come segue:
- Garantire la sicurezza del territorio nazionale e dei cittadini.
- Coordinamento degli sforzi nazionali per liberare il resto della Libia.
- Supporto agli sforzi dei consigli locali per consentire il ripristino della normale vita civile.
- Supervisione del Consiglio militare per garantire il conseguimento della nuova dottrina dell'Esercito Popolare libico nella difesa del popolo e proteggere le frontiere della Libia.
- Facilitare l'elezione di un'assemblea costituente per redigere una nuova costituzione per il paese e sottoporla a referendum popolare.
- Formare un governo di transizione per preparare lo svolgimento di elezioni libere.
- Guida per la gestione della politica estera, la disciplina dei rapporti con altri paesi e organizzazioni internazionali e regionali, e la rappresentanza del popolo libico.

Per quel che riguarda il possibile scenario postbellico, il manifesto politico del Consiglio, intitolato "Visione per una Libia democratica", prevede una nuova costituzione che renda legali le associazioni politiche, sindacali, popolari; che promuova il rispetto dei diritti umani e delle garanzie individuali quali libertà di parola, di associazione, di stampa ecc., il pluralismo e la tutela delle minoranze; che costruisca istituzioni democratiche basate sullo svolgimento di libere elezioni e sulla separazione dei poteri; che condanni i regimi dispotici ed autoritari, l'estremismo religioso e l'intolleranza; che tratti i cittadini senza discriminazioni in base a genere, colore, razza o posizione sociale, che cerchi la costruzione di nuove relazioni internazionali basate sul rispetto delle istituzioni democratiche, della cooperazione internazionale, del rispetto dei diritti umani e contro razzismo, discriminazione e terrorismo.

## Composizione ed organismi del Consiglio

### Consiglio nazionale di transizione (organo legislativo)
Il Consiglio nazionale di transizione afferma di essere "l'unico organo legittimato a rappresentare il popolo della Libia e lo Stato libico".
Pur non essendo state rese note inizialmente alla stampa le identità dei membri del Consiglio, Muṣṭafā ʿAbd al-Jalīl ha assunto fin dall'inizio il ruolo di leadership all'interno del nuovo consiglio e l'avvocato esperto in diritti umani ʿAbd al-Ḥafīẓ ʿAbd al-Qādir Ghōqa ha svolto il ruolo di portavoce. L'intenzione del Consiglio è di ospitare cinque membri di ogni città o paese sotto il controllo dell'opposizione, e di stabilire un contatto con le nuove città che passeranno sotto il controllo dell'opposizione per permettere loro di aderire al Consiglio.
Il consiglio è composto da 31 membri, le identità dei vari membri non sono state rese pubbliche per proteggere la loro sicurezza.
I membri noti del Consiglio sono:
- Muṣṭafā ʿAbd al-Jalīl - Segretario generale
- ʿAbd al-Ḥafīẓ Ghōqa - Vicesegretario generale e portavoce
- Sulaymān ʿOthmān al-Meghirahī - Rappresentante del distretto di al-Butnan
- Sulaymān al-Fortiya - Rappresentante del distretto di al-Butnan
- ʿAshur Būrāshed Ḥāmed - Rappresentante della città di Derna
- ʿAbd Allāh Mūsā al-Myehub - Rappresentante dell'area di Gubba
- Aḥmad ʿAbd Rabbuh al-ʿAbbār - Rappresentante della città di Bengasi
- Fātiḥ Muḥammad al-Baʿja - Rappresentante della città di Bengasi
- Muḥammad al-Muntaṣir - Rappresentante della città di Misurata
- Zubayr Aḥmad al-Sharīf - Rappresentante dei prigionieri politici[15]
- ʿOmar al-Ḥarīrī - Rappresentante delle forze armate[16]
- Fatḥī Tirbil - Rappresentante dei giovani
- Salwā Fawzī al-Deghali - Rappresentante delle donne

### Governo provvisorio (organo esecutivo)
Il 5 marzo 2011, un comitato di crisi è stato istituito per agire come il braccio esecutivo del consiglio. Un governo di transizione viene reso noto il 23 marzo 2011.
L'organo esecutivo è composto da:
- Maḥmūd Jibrīl - Primo ministro ad interim (sostituito il 23 ottobre 2011 da ʿAlī Tarhūnī, a sua volta rimpiazzato il 31 ottobre 2011 da Abd al-Rahim al-Kib)
- ʿOmar al-Ḥarīrī - ministro degli Affari militari
- ʿAlī ʿAbd al-ʿAzīz al-ʿIsāwī - ministro degli Affari esteri
- ʿAlī Tarhūnī - ministro delle Finanze[20]

Gli altri ministri devono ancora essere annunciati. A metà settembre 2011 era stato annunciato la formazione di un nuovo governo provvisorio che guidasse il Paese nordafricano alle elezioni dell'Assemblea costituente, ma il processo si è interrotto per gli scontri verificatisi tra la componente "islamista" (Fratelli Musulmani e Salafiti) e la componente laica e liberale del Consiglio nazionale di transizione. Intanto nuovi partiti si stanno formando, soprattutto liberali e islamisti (Fratelli Musulmani e Salafiti), e alcune piccole e deboli strutture sindacali dei lavoratori.

## Relazioni internazionali
Il 28 febbraio, il Ministro degli esteri italiano Franco Frattini, dichiara che l'Italia è stato il primo paese ad avervi avuto contatti. 
Il 5 marzo Bernard Valero, portavoce del ministero degli Esteri francese, afferma che la Francia sostiene il Consiglio Nazionale Libico e il ministro degli Esteri francese Alain Juppé dichiara che l'offensiva di Gheddafi è una "follia militare".
Lo stesso giorno il ministro alla Difesa britannico Liam Fox afferma che un piccolo gruppo diplomatico britannico è già presente a Bengasi e ha contatti con il Consiglio Nazionale Libico.
Il 21 marzo anche ʿAbd al-Khatib, inviato delle Nazioni Unite in Libia, incontra per la prima volta il leader dei ribelli. Il Consiglio ha inoltre il sostegno di Stati Uniti, Portogallo e di organizzazioni internazionali quali l'Unione europea e la Lega Araba.
Dopo essersi opposta all'intervento armato in Libia e alle rivendicazioni dei ribelli, il 24 maggio la Russia e la Cina riconoscono il Consiglio come legittimo partner di futuri, eventuali negoziati di pace, senza comunque ritenerlo l'unico rappresentante del popolo libico, e senza interrompere i rapporti ufficiali col governo di Gheddafi, nel tentativo di porsi come mediatore tra le parti in conflitto.
L'11 settembre 2011 il Fondo Monetario Internazionale ha riconosciuto il CNT come «governo ufficiale» della Libia. Il 16 settembre 2011 è arrivato anche il riconoscimento da parte dell'Assemblea generale dell'ONU, con 114 voti a favore, 17 contrari e 15 astenuti; contemporaneamente il suo Consiglio di sicurezza ha ridotto sanzioni ed embargo d'armi verso Tripoli, impegnandosi ad appoggiare formalmente il nuovo governo libico. Il rapporto tra il CNT e Amnesty International ha assunto aspetti controversi nell'autunno 2011, a causa di accuse secondo cui i ribelli libici avrebbero più volte violato i diritti umani.

### Stati che hanno riconosciuto ufficialmente il CNT
Il primo paese ad aver riconosciuto il Consiglio come legittimo rappresentante del popoli libico è, il 6 marzo 2011, la Francia, spingendo anche per un riconoscimento da parte degli altri paesi dell'Unione europea, e il 29 marzo inviando un proprio ambasciatore a Bengasi. A fine marzo anche il Qatar riconosce il Consiglio, e ad aprile dello stesso anno anche Maldive, Italia, Kuwait e Gambia.
Nel giro di pochi mesi il CNT ha ottenuto un amplissimo e largamente maggioritario riconoscimento internazionale, tra cui, in particolare, di Spagna, Australia, Germania e Canada nel mese di giugno, di Turchia, Stati Uniti, Giappone, Regno Unito a luglio, di Russia, Cina, Sudafrica (sebbene pochi giorni prima del riconoscimento ufficiale abbia votato, al palazzo di vetro dell'ONU, contro il riconoscimento del CNT), Svizzera a settembre 2011.

### Stati che hanno votato in favore del CNT
Gli Stati che il 16 settembre 2011 hanno votato in favore del CNT al palazzo delle Nazioni Unite, ma che non lo hanno riconosciuto ufficialmente sono:
- Brasile (riconoscimento informale)
- Georgia
- Islanda
- Messico
- Singapore
- Siria
- Yemen
- Guatemala
- Belize
- Saint Lucia
- Perù
- Paraguay
- Argentina
- Moldavia
- Andorra
- Liechtenstein
- Monaco
- San Marino
- Israele
- Madagascar
- Sudan del Sud
- Mauritius
- Sri Lanka
- Thailandia
- Brunei
- Timor Est
- Vanuatu
- Figi

### Stati che hanno dichiarato di non riconoscere il CNT
Gli Stati che hanno deciso di non riconoscere il CNT sono:
- Angola: il 16 settembre 2011 ha votato contro il riconoscimento del CNT da parte dell'ONU.[32]
- Bolivia: il 16 settembre 2011 ha votato contro il riconoscimento del CNT da parte dell'ONU.[32]
- RD del Congo: il 16 settembre 2011 ha votato contro il riconoscimento del CNT da parte dell'ONU.[32]
- Cuba: il ministero degli Esteri cubano ha dichiarato che l'isola «non riconosce al CNT alcuna autorità e attenderà che si costituisca un governo legittimo senza interventi stranieri per riallacciare relazioni diplomatiche». Contemporaneamente ha ritirato tutto il suo personale diplomatico dalla Libia.[52] Il 16 settembre 2011 ha votato contro il riconoscimento del CNT da parte dell'ONU.[32]
- Ecuador: a seguito della operazioni militari della NATO, nel marzo 2011 il ministero degli Esteri ecuadoriano aveva diramato un comunicato ufficiale in cui dichiarava: «condanniamo l'intervento militare straniero in Libia ed esigiamo l'immediato cessate il fuoco». Nel settembre 2011 il ministro degli esteri Ricardo Patiño, commentando le vicende libiche, ha parlato di «una vera e propria invasione per il controllo delle risorse libiche», e sul CNT ha dichiarato che «non riconosciamo questo organismo».[53] Il 16 settembre 2011 ha votato contro il riconoscimento del CNT da parte dell'ONU.[32]
- Guinea Equatoriale: il 16 settembre 2011 ha votato contro il riconoscimento del CNT da parte dell'ONU.[32]
- Lesotho: il 16 settembre 2011 ha votato contro il riconoscimento del CNT da parte dell'ONU.[32]
- Malawi: il 16 settembre 2011 ha votato contro il riconoscimento del CNT da parte dell'ONU.[32]
- Namibia: il 16 settembre 2011 ha votato contro il riconoscimento del CNT da parte dell'ONU.[32]
- Nicaragua: il 16 settembre 2011 ha votato contro il riconoscimento del CNT da parte dell'ONU.[32]
- eSwatini: il 16 settembre 2011 ha votato contro il riconoscimento del CNT da parte dell'ONU.[32]
- Tanzania: il 16 settembre 2011 ha votato contro il riconoscimento del CNT da parte dell'ONU.[32]
- Venezuela: il presidente venezuelano Hugo Chávez, amico di Muʿammar Gheddafi, si è rifiutato di riconoscere il Consiglio nazionale di transizione,[52] ed ha affermato che l'unico governo legittimo era quello di Gheddafi. Il 16 settembre 2011 il Venezuela ha votato contro il riconoscimento del CNT da parte dell'ONU.[32]
- Zambia: il 16 settembre 2011 ha votato contro il riconoscimento del CNT da parte dell'ONU.[32]
- Zimbabwe: il 16 settembre 2011 ha votato contro il riconoscimento del CNT da parte dell'ONU.[32]

### Riconoscimenti di organizzazioni internazionali
Inoltre, hanno riconosciuto il CNT alcune Organizzazioni Internazionali:
- Nazioni Unite
- Unione europea
- Unione Africana
- Lega Araba
- Organizzazione della cooperazione islamica
- Consiglio di cooperazione del Golfo
- CARICOM
- Alleanza Bolivariana per le Americhe
- OPEC